# Saparoea (assistent-residentie)

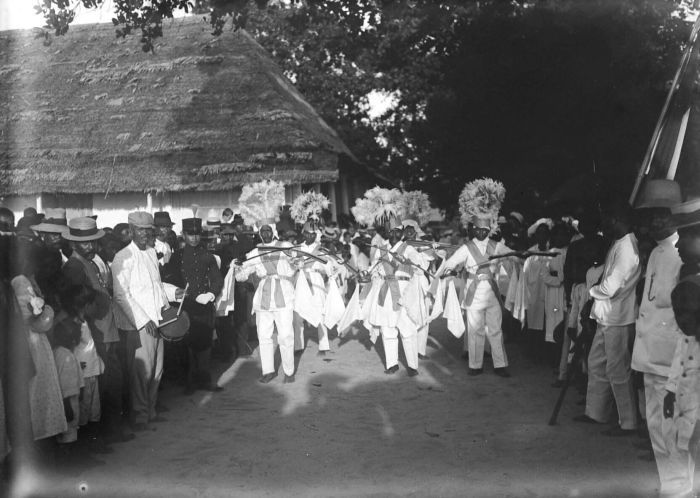
Dansers op het feest van de controleur van Saparoea, ca. 1920

Saparoea was tussen 1867 en 1924 een van de negen afdelingen van de residentie Amboina in voormalig Nederlands-Indië. Daarna was het van 1925-1935 een afdeling van het gouvernement der Molukken dat van 1935-1949 residentie Molukken heette. De afdeling bestond uit de eilanden Haroekoe of Oma, Noesa-Laoet en Saparoea. Ze werd bestuurd door een controleur van het Binnenlands Bestuur, later door een assistent-resident te Saparoea op Saparoea.